# Natalya Donchenko
Natalya Donchenko (n. 25 august 1932, Moscova, RSFS Rusă, URSS – d. 11 iulie 2022, Nijni Novgorod, Regiunea Nijni Novgorod, Rusia) a fost o sportivă ce a reprezentat Uniunea Republicilor Sovietice Socialiste, medaliată olimpică. A participat la o ediție a Jocurilor Olimpice (1960) în care a câștigat o medalie de argint.

## Participări
Lista de mai jos prezintă principalele competiții la care a participat Natalya Donchenko de-a lungul carierei.
- speed skating at the 1960 Winter Olympics – women's 500 metres[*]